# 寬代

10°19′54″N 1°41′29″E / 10.33167°N 1.69139°E

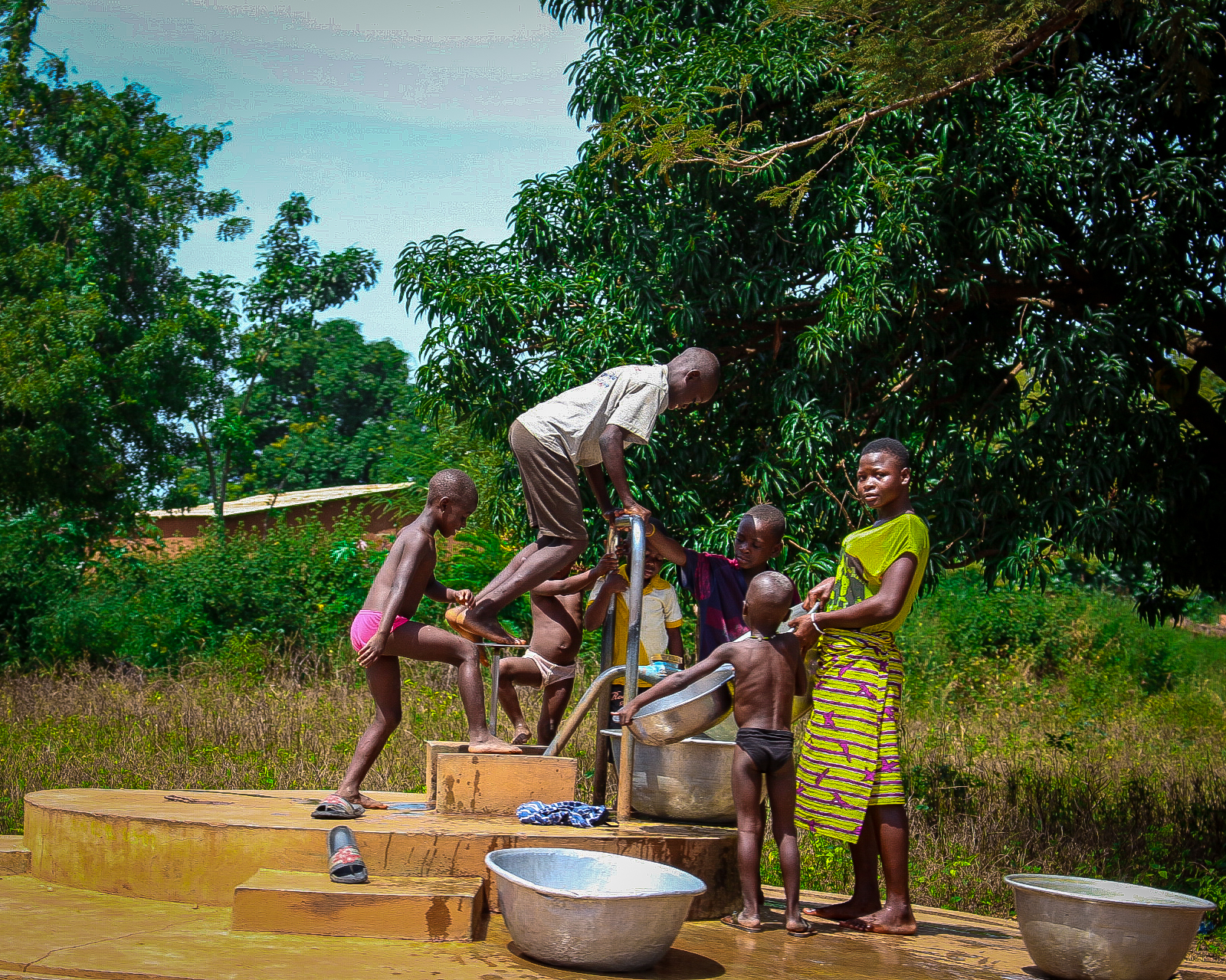
取水中的寬代居民

寬代（法語：Kouandé）是貝寧的城鎮，位於該國西北部，由阿塔科拉省負責管轄，面積4,500平方公里，海拔高度436米，2013年該城鎮人口112,014，人口密度每平方公里25人。